# Angelo Donato Colombo
Angelo Donato Colombo (Vimercate, 6 giugno 1986) è un attore italiano.

## Biografia

### Gli esordi
Nato in Brianza, trascorre parte dell'infanzia in Puglia per poi stabilirsi definitivamente a Novara. L'amore per il teatro nasce negli anni della scuola per sbocciare al liceo, dove viene introdotto anche all'arte di strada. Nel frattempo collabora con diversi laboratori teatrali.
Dopo il diploma di Liceo Scientifico, frequenta l'Accademia dei Filodrammatici di Milano dove conseguirà il Diploma Accademico nel 2007.
Diciannovenne, nel 2005 viene scelto per Eccezzziunale veramente - Capitolo secondo... me. Colombo interpreta, in uno degli episodi della pellicola, il figlio di Donato Cavallo (Diego Abatantuono).

### Carriera
Nel 2008 ha una piccola parte nel film storico Il sangue dei vinti, con Michele Placido e Alessandro Preziosi, diretto da Michele Soavi. Prosegue ininterrottamente la carriera teatrale, affacciandosi di tanto in tanto sul mondo televisivo. Dal 2009 presta la sua voce al programma radiofonico Destini incrociati di Giacomo Zito su Radio 24. Nel 2011 esce Fuoriclasse, fiction di successo della prima serata di Raiuno, diretta da Riccardo Donna con Luciana Littizzetto. Colombo, all'epoca ventiquattrenne, venne scelto per interpretare uno studente pluri-bocciato di quinta superiore di nome Marco Soratte. Il 19 giugno 2012 viene pubblicato il video musicale, per la regia di Gaetano Morbioli, de La promessa degli Stadio e Noemi; il video vede come protagonista Angelo Donato Colombo.

## Trasmissioni radiofoniche
- Destini Incrociati (dal 2009 al 2011), Radio 24
- Compagni di Viaggio (2011), Radio 24

## Cinema
- Eccezzziunale veramente - Capitolo secondo... me di Carlo Vanzina (2006)
- Il sangue dei vinti di Michele Soavi, tratto dall'omonimo libro di Giampaolo Pansa (2008)
- Un palmo sotto l'ombelico di Vanni Vallino (2013)
- Luigo di Stefano Usardi (2016)[2]
- Azzurro Valzer di Vanni Vallino (2016)
- Affittasi Vita di Stefano Usardi (2019)
- Fra due battiti di Stefano Usardi (2021)

## Televisione
- Terapia d'urgenza (2008)
- Life Bites - Pillole di vita (2008)
- Fuoriclasse (2011-2015)
- Provaci ancora prof! - 4ª stagione, 5ª puntata (2012)
- Che Dio ci aiuti - 2ª stagione (2013)
- Sanguigna (2014)[3]
- Califano - film TV (2024)
- Doc - Nelle tue mani – serie TV, episodio 3x12 (2024)
- Il clandestino - serie TV (2024)

## Web serie
- Fuoriclasse Off (2015)

## Videoclip
- 2012 - La promessa degli Stadio e Noemi (regia di Gaetano Morbioli)[1]

## Teatro
- Sogno di una notte di mezza estate (2001)
- Il Lavatoio (2002)
- Gli uccelli (2003)
- Fred della coscienza (2004)
- Grease (2005)
- Quali batterie (2005)
- Ricordo in valigia (2006)
- Roberto Zucco di Bernard-Marie Koltès (2007)
- Marionette, che passione! (2007)
- Bellavita (2007)
- Preghiera infocata (2007)
- Gormiti (2008)
- Haec Nova Jerusalem (2008)
- Motorshock (2008)
- Tra Sacro e Profano (2008)
- Shakespeare a pezzi, regia di Omar Nedjari (2013)
- Il contagio, regia di Omar Nedjari (2013)
- Delle inumane piccolezze, regia di Angelo Donato Colombo (2013)[4]
- Kings: il gioco del potere, regia di Alberto Oliva (2014)
- Io. Camille, regia di Angelo Donato Colombo (2015)[4]
- Giulio Cesare, regia di Alberto Oliva (2016)
- Chinglish, di David Henry Hwang, regia di Omar Nedjari (2017)[5]
- Acciaio Liquido, di Marco Di Stefano, regia di Lara Franceschetti (2018)[6]